# Daniel Balažovič
Daniel Balažovič (...) è un giocatore di football americano ceco, che gioca come wide receiver per i Prague Black Panthers.
Dopo aver giocato nel 2012 nei Prague Black Hawks, ha proseguito la carriera nei Prague Black Panthers dopo la fusione senza mai cambiare squadra.

## Palmarès
- 1 Austrian Bowl (Prague Black Panthers: 2024)
- 5 Czech Bowl (Prague Black Hawks: 2022; Prague Black Panthers: 2015, 2016, 2017, 2018)